# Morrison Crossroads
Morrison Crossroads – jednostka osadnicza w Stanach Zjednoczonych, w stanie Alabama, w hrabstwie Randolph.